# Aneuthetochorus bivestitus
Aneuthetochorus bivestitus is een keversoort uit de familie boktorren (Cerambycidae). De wetenschappelijke naam van de soort is voor het eerst geldig gepubliceerd in 1962 door Martins.